# Pilip Vjacseszlavovics Budkivszkij
Pilip Vjacseszlavovics Budkivszkij (ukránul: Пилип В'ячеславович Будківський; Kijev, 1992. március 10. –) ukrán válogatott labdarúgó, a Kortrijk játékosa, kölcsönben a Sahtar Donecktől.
Az ukrán válogatott tagjaként részt vett a 2016-os Európa-bajnokságon.